# 希素球場慘劇
希素球場慘劇（Heysel Stadium disaster）是指發生於1985年5月29日欧洲冠军联赛足球決賽中的球場慘劇。該場決賽在比利時布魯塞爾的希素球場進行，對賽雙方為英格蘭利物浦和意大利祖雲達斯。事件造成39人死亡，當中主要為祖雲達斯球迷。

## 事件
希素球場慘劇的發生原因並沒有納入正式的官方調查，但事件的發生過程仍是相當明確清晰的。
1985年5月29日，大約六萬名球迷蜂擁而至希素球場觀看賽事，雙方球迷更帶著滿身酒氣進場。在距離原定比賽開始時間還有半小時，在利物浦球迷區的流氓開始鬧事，有些還在縱火，防暴警察手持警棍衝入企圖制止，利物浦球迷爭相躲避追捕，有些利物浦球迷爬上一幅用來隔開利物浦與祖雲達斯球迷的中立區圍欄上，破壞了阻隔雙方球迷的圍欄並挑釁祖雲達斯的球迷，結果圍欄不勝負荷，整幅圍欄榻向中立區，事件最終釀成39名祖雲達斯球迷死亡，百多人受傷。
賽事並未因慘劇而腰斬，之後如常舉行，結果祖雲達斯憑普拉蒂尼射入点球令利物浦以1:0飲恨。

## 後果
由於慘劇的影響，英格蘭足總為了舒緩歐洲足協的嚴峻處罰而先發制人，無限期禁止利物浦參與歐洲賽事，禁令後來降至10年，最終為6年；亦同時禁止其他英國球隊參加歐洲賽事5年。
希素球場此後進行了全面改建，現時已改稱為博杜安国王体育场。
歐洲足協無限期禁止英格蘭球會參加所有歐洲賽事、其後禁令縮減至5年，而利物浦則被判禁賽多3年。
慘劇發生後，歐洲足聯作出了新規定，其屬下所有體育場內只允許坐席觀看。
慘劇亦被稱為「歐足協比賽史上最黑暗的时刻」。

## 外部連結
- BBC對慘劇的相關報導 （页面存档备份，存于）
- BBC十五年後回憶慘劇報導 （页面存档备份，存于）
- 希素球場慘劇的文章評論